# Об'єктивно протиправне діяння
Об'єкти́вно протипра́вне дія́ння — протиправне соціально шкідливе діяння (вчинок або бездіяльність) особи, що не становить складу правопорушення, але здобуває негативне реагування держави у вигляді примусових заходів. Це, як правило, діяння неделіктоздатних осіб, а також невинні діяння деліктоздатних осіб (випадкові дії, що мають зовнішні ознаки правопорушення, але позбавлені елемента вини — «казус»).

## Ознаки об'єктивно протиправного діяння
1. Суперечність з нормами права;
2. Наявність лише об'єктивних ознак такого діяння як правопорушення, насамперед шкідливості, що виражається в нанесенні шкоди інтересам, котрі охороняються і захищаються правом;
3. Відсутність або суб'єкта правопорушення або/та суб'єктивної сторони (вини) і, отже, складу правопорушення. Так, заподіяння шкоди малолітньою дитиною не є правопорушенням, хоч юридичні наслідки полягають у застосуванні юридичної відповідальності до батьків або опікунів; заподіяння шкоди людиною, що перебувала у стані неосудності чи обмеженої осудності, не є правопорушенням, але передбачає застосування до неї примусових заходів медичного характеру;
4. Негативне реагування держави шляхом застосування примусових заходів такого змісту:
  1. відшкодування матеріального збитку і моральної шкоди;
  2. примусові заходи виховного впливу, наприклад, щодо неповнолітніх осіб — застосовуються як альтернатива кримінальної відповідальності;
  3. примусові заходи медичного впливу.

## Роль об'єктивно протиправного діяння в праві
Не будучи правопорушенням, воно не тягне за собою і заходів юридичної відповідальності.
Основним видом державного примусу, що застосовуються за вчинення об'єктивно протиправного діяння, служать заходи захисту, засоби правового впливу, що застосовуються в цілях відновлення порушених прав у відношенні зобов'язаних осіб.
Їх призначення — припинити порушення правопорядку, відновити нормальні зв'язки і відносини. Об'єктивно протиправне діяння
несамовитого або малолітнього тягне за собою застосування примусових заходів медичного чи виховного характеру .
Отже, об'єктивно протиправні діяння, тобто діяння неделіктоздатних суб'єктів (неповнолітніх осіб і осіб, визнаних судом неосудними) не кваліфікуються як правопорушення, оскільки вони не здатні усвідомити свою вину. Суб'єкт об'єктивно протиправного діяння не є суб'єктом юридичної відповідальності. Об'єктивно-протиправне діяння може бути підставою юридичної відповідальності тільки у виняткових випадках, прямо передбачених законом.
Наприклад, заподіяння шкоди власником джерела підвищеної небезпеки, заподіяння шкоди органами держави, у тому числі органами дізнання попереднього слідства, невиконання договірних зобов'язань суб'єктом підприємницької діяльності. У деяких випадках об'єктивно-протиправне діяння може спричинити застосування інших примусових заходів, які не є мірою відповідальності, наприклад, заходи примусово-медичного характеру до осіб, які вчинили злочин у стані неосудності.